# Palais Preysing

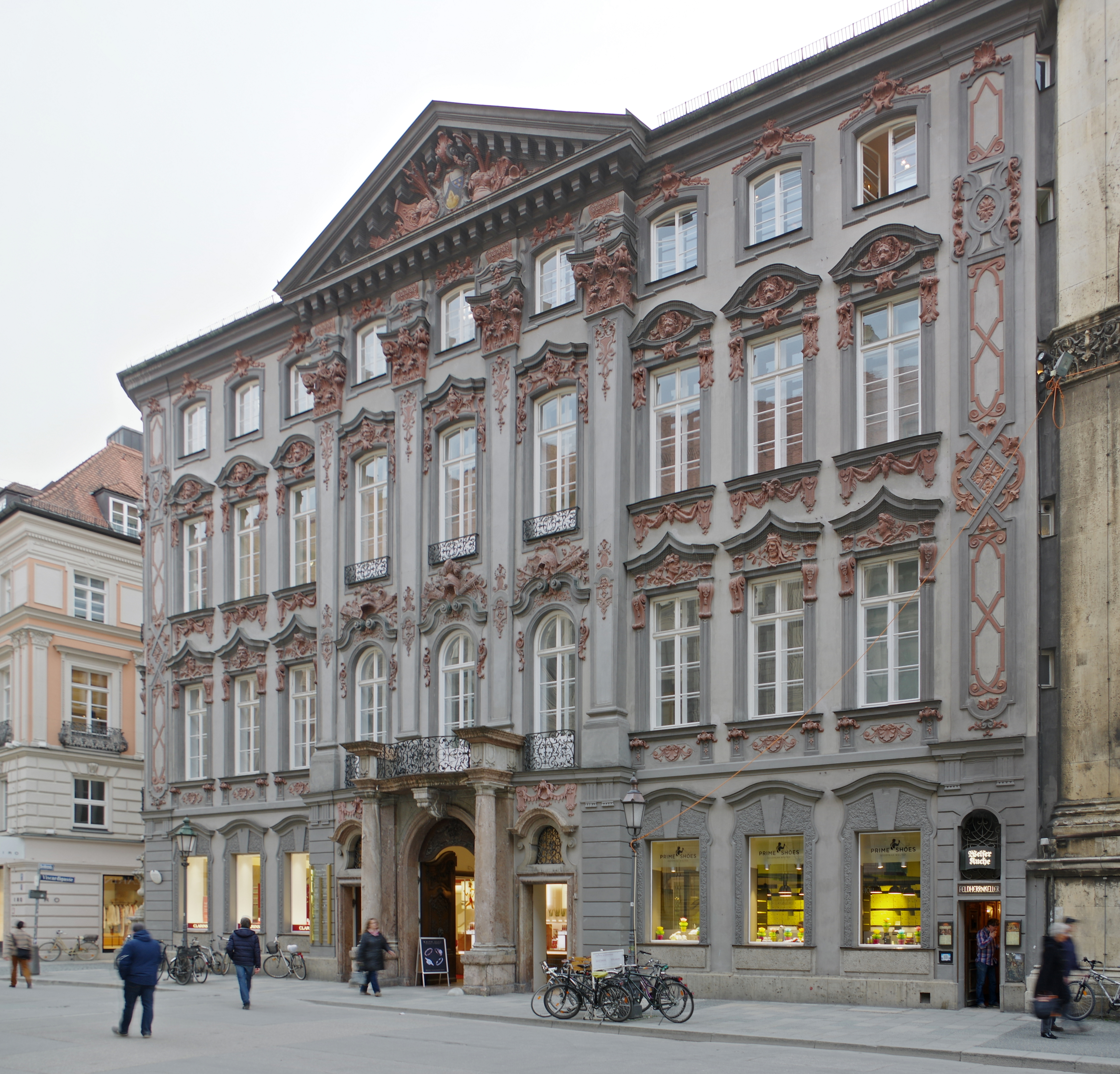
Das Palais Preysing

Das Palais Preysing (auch Preysing-Palais) ist der rekonstruierte Stadtpalast, den sich Oberstjägermeister Johann Maximilian IV. Emanuel Graf von Preysing in der nördlichen Altstadt von München erbauen ließ. Er befindet sich in der Residenzstraße 27, an der Ecke zur Viscardigasse, der sogenannten Drückebergergasse. Die Westfassade des Palais liegt an der Theatinerstraße, nördlich schließt sich unmittelbar die Feldherrnhalle an.

## Geschichte

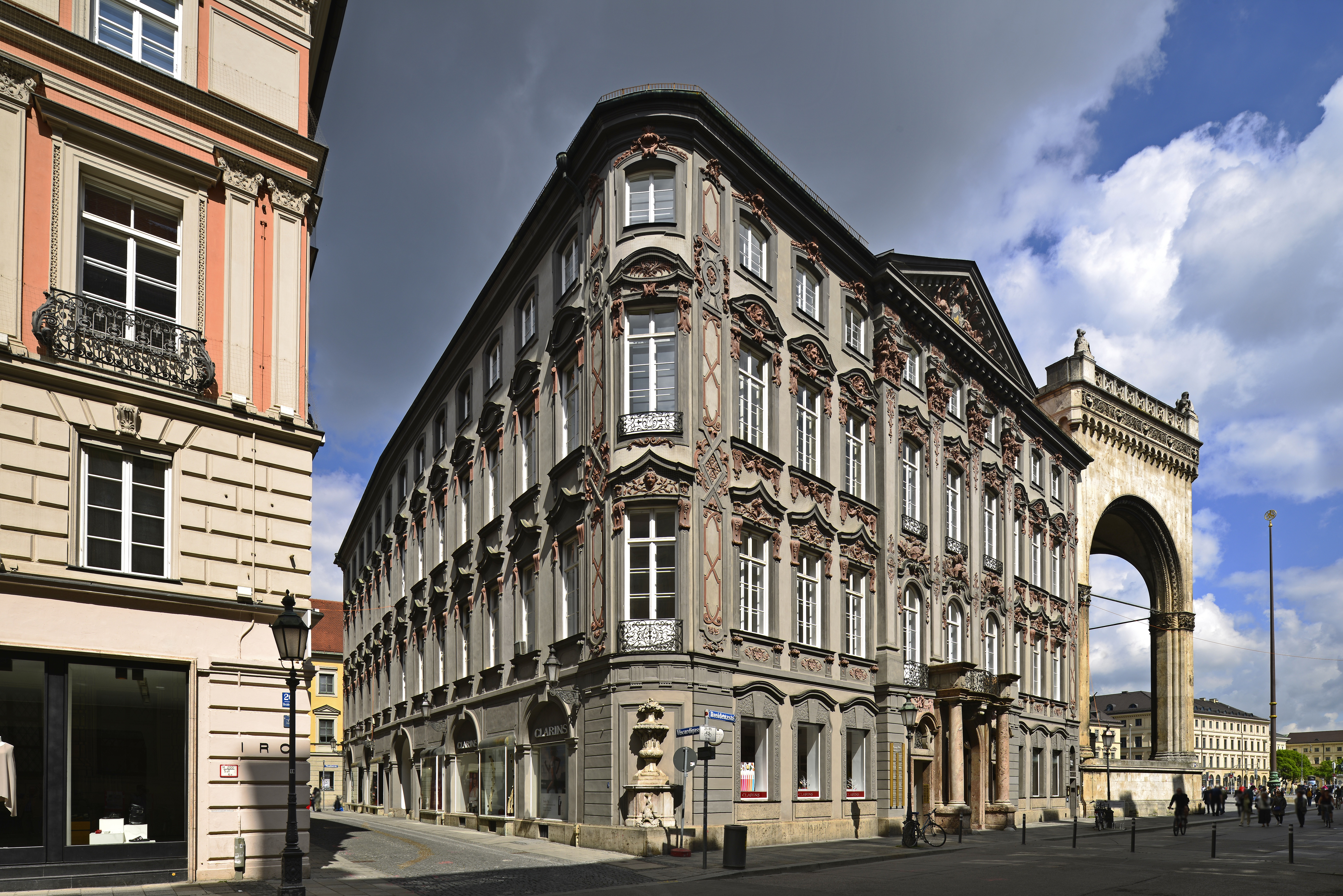
Die Ostfassade zur Residenzstraße

Das Gebäude wurde anstelle eines Vorgängerbaus in der Nähe des Schwabinger Tors errichtet. Das Palais Preysing war das erste Rokoko-Palais Münchens. In Abgrenzung zum wenig später entstandenen Palais Neuhaus-Preysing in der Prannerstraße wird das Palais auch als Älteres Palais Preysing bezeichnet. 
Der Erbauer diente bei Hofe und war Erzieher und Berater von Kurfürst Karl Albrecht. Nachdem er von diesem wohl mehrfach wegen seiner nicht standesgemäßen Behausung, die an gleicher Stelle und in unmittelbarer Nähe der Residenz stand, verlacht und verspottet wurde, beauftragte Graf Preysing den Baumeister Joseph Effner, der in den Jahren 1723–1728 ein repräsentatives Palais errichtete. Es wurde in solcher Hast gearbeitet, dass die Maurer sogar nachts bei Fackelschein ihr Werk verrichten mussten. Die Ausstattung war ungewöhnlich prächtig. Dazu trugen insbesondere die Stuckarbeiten von Dominikus Zimmermann bei. Aber auch bei profanen Objekten wurde nicht gespart; so waren beispielsweise die Fressschalen für die Pferde aus Marmor und kosteten pro Stück die damals ungeheure Summe von 25 Gulden. Der Reiseschriftsteller und Großbritannische Rat Johann Georg Keyßler berichtet in seinen Briefen von der großen Zierde, welche das Palais nun für München darstellt. 
1835 wurde es zum ersten Geschäftsgebäude der neu gegründeten Bayerische Hypotheken- und Wechsel-Bank. Diese zog 1898 in die Nähe des Promenadeplatzes um, wo sie seitdem residiert.
Nach schweren Zerstörungen im Zweiten Weltkrieg wurde das auch für private Veranstaltungen genutzte Gebäude von Erwin Schleich nach alten Vorlagen rekonstruiert. Die Innenausstattung wurde jedoch bereits im 19. Jahrhundert bis auf das sehenswerte dreiarmige Prunktreppenhaus mit üppigem Stuck und Karyatiden im Inneren entfernt. In heutiger Zeit sind zahlreiche Geschäfte und Praxen untergebracht, eine Ladenpassage durchzieht das Haus. Das Haus gilt als eine der nobelsten Adressen in München.

## Architektur

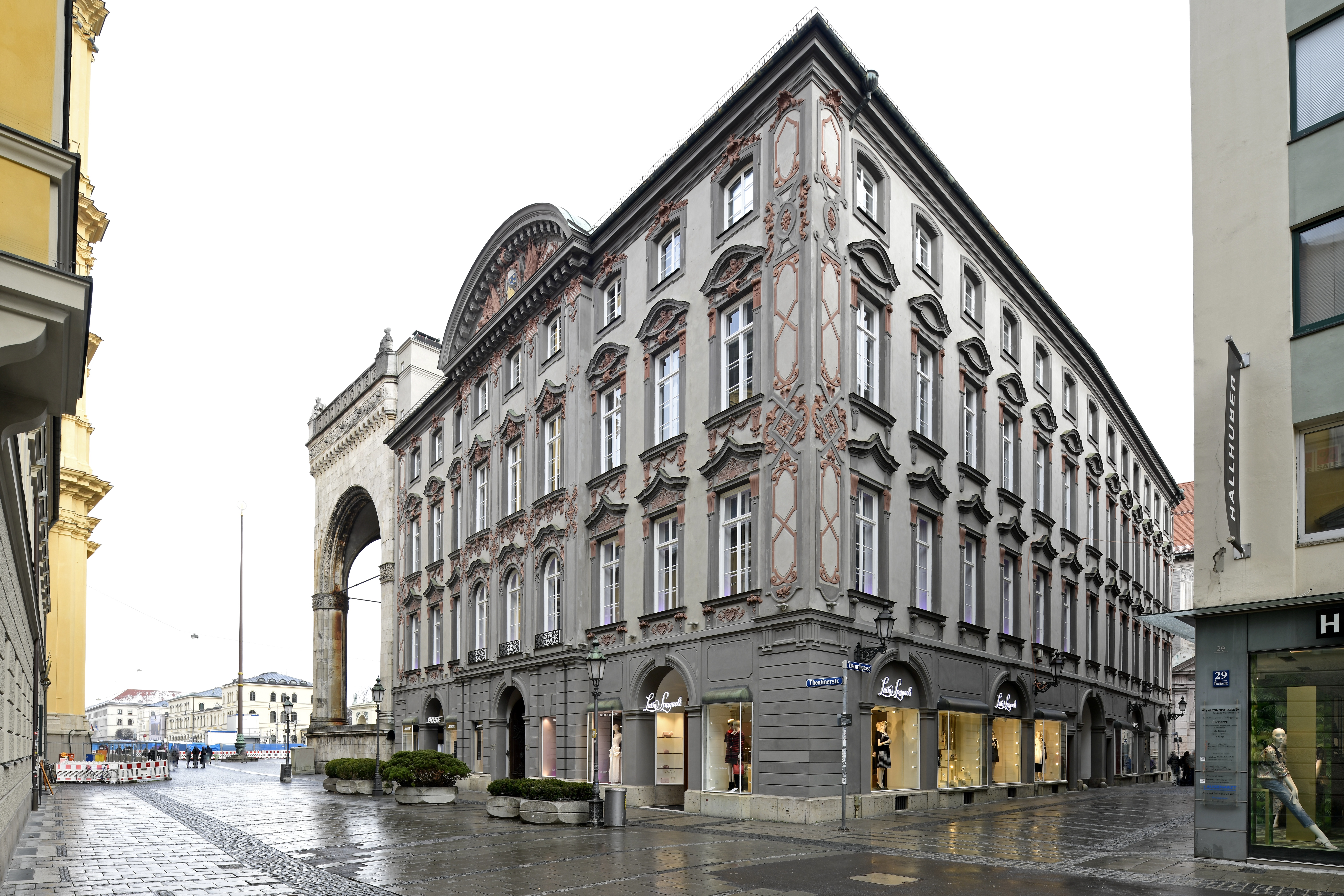
Die Westfassade zur Theatinerstraße

Das Palais steht als Baublock an drei Seiten frei, die Nordseite war ehemals an das Haus Gumppenberg und ist heute an die Feldherrnhalle angelehnt. Beide Straßenfassaden im Westen und Osten zeigen je neun Fensterachsen mit jeweils dreiachsigem Mittelrisalit, die mit Segmentgiebeln im Westen und Dreiecksgiebeln im Osten reicher gegliedert sind. Die Kolossalpilaster zwischen den Fenstern verjüngen sich nach unten, in der Mitte der Ostfassade an der Residenzstrasse befindet sich ein säulengetragener Balkon. Das Erdgeschoss ist streifenrustiziert, darüber befinden sich zwei gleich hohe Obergeschosse, das dritte Obergeschoss ist dagegen niedriger, darüber befindet sich in der Mitte die Giebel und das flache Walmdach. Die Südostecke ist abgerundet und im Erdgeschoss mit einer Monumentalvase verziert. Die dreizehnachsige Südfassade an der Viscardigasse ist zurückhaltender gegliedert.